# Яндекс Кью
Яндекс Кью (до марта 2019 года — TheQuestion) — веб-сервис Q&A (система вопросов и ответов), принадлежащий компании «Яндекс». С 28 июня 2023 года проект был заморожен.

## История
Сервис TheQuestion был основан 15 марта 2015 года как аналог американской «Кворы», тогда доступной только на английском языке. Основателем являлась бывшая журналистка «Дождя» и «Эха Москвы» Тоня Самсонова.
За 2 года работы аудитория проекта TheQuestion выросла в 20 раз: с 200 тысяч до 4 миллионов уникальных пользователей в мае 2017. В 2018 году ежемесячная аудитория превышала 16 млн посетителей.
Изначально инвесторами, как заявляет The Bell, стали: основатель IBS Group и Luxoft Анатолий Карачинский, основатель «Амедиа» Александр Акопов, бывший менеджер McKinsey Константин Кузовков, бывший медиаменеджер «Первого канала» и СТС Сергей Кальварский, ресторатор Артур Берсиров.
В 2019 году сервис TheQuestion купила компания «Яндекс», объединив сервис с собственным проектом «Яндекс. Знатоки», и переименовав его в «Яндекс. Кью». Согласно сделке, сотрудники TheQuestion (в том числе основательница и CEO Антонина Самсонова) остались частью команды «Кью». По утверждению Самсоновой в феврале 2020 года, «ежедневная аудитория сервиса превысила 3 миллиона человек и выросла в 5 раз за первые полгода после объединения сервисов». Она возглавляла Кью в составе Яндекса до начала 2022 года, когда её сменил Андрей Плахов.
В марте 2022 года Самсонова объявила об увольнении из «Яндекса» из-за недостаточного освещения компанией новостей о вторжении России на Украину.
29 мая 2023 года стало известно, что «Яндекс» приостановил развитие Q&A-сервиса «Яндекс Кью»: с 28 июня 2023 года перейдёт в режим чтения и станет «музеем контента». После перехода сервиса в режим чтения пользователи не смогут публиковать новые заметки, задавать новые вопросы.
28 июня 2023 года сервис был переведен в режим чтения. Представитель компании «Яндекс» пояснила, что сейчас компания фокусируется «на разработке технологических решений, развитие контентных сервисов сейчас не в приоритете». При этом «Кью» заморожен и является «музеем контента».